# Liste des maires de Dinard
La liste des maires de Dinard présente la liste des maires de la commune française de Dinard, située dans le département d'Ille-et-Vilaine en région Bretagne.

## La mairie
De 1893 à la Libération, elle fut située dans la villa Eugénie, jouxtant depuis lors Notre-Dame de Dinard, l'actuelle église principale de la paroisse catholique locale.
La villa Mon(t)plaisir, actuel siège de la municipalité depuis 1946, est quant à elle construite dans les années 1895 par Emily Hugues Hallet, une Américaine originaire de Philadelphie, tout d'abord comme une maison de villégiature dans laquelle des réceptions fastueuses étaient données, la villa comprenant aussi une salle de bal indépendante.
Agrandie et réaménagée dans les années 1920, Montplaisir devint par la suite un hôtel de voyageurs, puis après guerre l'hôtel de ville, au 47 boulevard (Paul-) Féart où elle continue d'abriter[Quand ?] certains services municipaux[Lesquels ?] et l’hôtel de police.

## Liste des maires

### De 1790 à 1945
| Période                                  | Période                  | Identité               | Étiquette                 | Qualité |
| ---------------------------------------- | ------------------------ | ---------------------- | ------------------------- | --- |
| 1790                                     | 30 septembre 1794        | Jean-François Lechapt  |                           | |
| octobre 1794                             | août 1795                | Jean Piet              |                           | |
| Les données manquantes sont à compléter. |                          |                        |                           | |
| février 1800                             | mars 1801                | Robert Lotelier        |                           | |
| mars 1801                                | avril 1804               | Victor Poulain         |                           | |
| avril 1804                               | mars 1813                | Robert Lotelier        |                           | |
| avril 1813                               | juin 1815                | Victor Poulain         |                           | |
| 15 juin 1815                             | 23 juin 1815             | Jean-Baptiste Guibourg |                           | |
| juin 1815                                | juillet 1815             | Robert Lotelier        |                           | |
| juillet 1815                             | janvier 1828             | Victor Poulain         |                           | |
| janvier 1828                             | octobre 1830             | Servan Couyon          |                           | |
| octobre 1830                             | avril 1832               | Joseph Lepetit         |                           | |
| avril 1832                               | juillet 1837             | Jacques Cadet          |                           | |
| juillet 1837                             | juin 1839                | Servan Hervichon       |                           | |
| juin 1839                                | juillet 1844             | Jean Lecourt           |                           | |
| juillet 1844                             | novembre 1848            | Servan Hervichon       |                           | |
| novembre 1848                            | septembre 1850           | Jean Lecourt           |                           | |
| septembre 1850                           | août 1852                | Julien Lelandais       |                           | |
| août 1852                                | octobre 1857             | Servan Hervichon       |                           | |
| octobre 1857                             | juin 1861                | Jean Bruzzo            |                           | propriétaire |
| juin 1861                                | novembre 1866            | Auguste Aubert         |                           | |
| novembre 1866                            | octobre 1870             | Joseph Boinard         |                           | armateur, propriétaire |
| octobre 1870                             | mai 1871                 | Élie Pompon            |                           | propriétaire, directeur du Grand Hôtel |
| mai 1871                                 | juin 1871                | Henry Merlin           |                           | |
| juin 1871                                | 7 octobre 1876           | Jean-Marie Simon       |                           | |
| 8 octobre 1876                           | 2 mars 1900 (décès)      | Louis Lhôtellier       | républicain, progressiste | notaire, conseiller général du canton de Dinard (1883 → 1889 puis 1890 → 1900)                                                                                |
| 20 mai 1900                              | 16 mai 1908              | Jean-Marie Degas       | républicain, progressiste | |
| 17 mai 1908                              | 10 décembre 1919         | Paul Crolard           | rad.-soc.                 | propriétaire, conseiller général du canton de Dinard (1913 → 1930)                                                                                            |
| 10 décembre 1919                         | 28 janvier 1927 (décès)  | Paul Thorel            |                           | président de la Chambre des avocats de Paris |
| 29 janvier 1927                          | 25 octobre 1930          | Paul Crolard           | rad.-soc.                 | propriétaire, maire honoraire, conseiller général du canton de Dinard (1913 → 1930), officier de la Légion d'honneur                                          |
| 25 octobre 1930                          | 19 décembre 1932         | René Kieffer           |                           | industriel, propriétaire du Grand Hôtel |
| 23 décembre 1932                         | 10 mars 1938 (démission) | Lucien Kester          |                           | |
| 10 mars 1938                             | 14 mars 1941             | Émile Bara             |                           | ancien avoué et magistrat honoraire, ancien maire de Châteaudun (1920 → 1925)                                                                                 |
| 1er avril 1941                           | 7 juin 1944              | Arsène Jeanne          |                           | chef d'escadron en retraite, maire nommé par arrêté du préfet Ripert en date du 22 mars 1941,, sous le régime de Vichy, frappé d'inéligibilité en avril 1945. |
| 7 juin 1944                              | 22 novembre 1944         | Armand Doury           |                           | |
| 22 novembre 1944                         | 18 mai 1945              | Émile Bara             |                           | magistrat honoraire, ancien maire de Châteaudun (1920 → 1925)                                                                                                 |
| Les données manquantes sont à compléter. |                          |                        |                           | |

### Depuis 1945
Depuis l'après-guerre, neuf maires se sont succédé à la tête de la ville.
| Période          | Période                      | Identité                   | Étiquette          | Qualité |
| ---------------- | ---------------------------- | -------------------------- | ------------------ | --- |
| 18 mai 1945      | 7 mai 1953                   | Louis Léouffre             | MRP                | directeur de banque, conseiller général du canton de Dinard (1945 → 1951), métis d'origine antillaise |
| 8 mai 1953       | 27 juin 1962 (décès)         | Yves Verney                | rad.ind.           | dirigeant de société (autocariste, camions, transporteur de colis, fabricant d'auto-rails dans la Sarthe) |
| 28 juin 1962     | 10 novembre 1967 (démission) | Yvon Bourges               | UNR-UDT puis UD-Ve | haut fonctionnaire, secrétaire d'État, député de la 6e circonscription d'Ille-et-Vilaine (1962 → 1965 puis 1967), conseiller général du canton de Dinard (1964 → 1988) |
| 10 novembre 1967 | 21 mars 1971                 | André Masson               | DVD                | président de l'Union des commerçants (gérant d'un magasin de tissus Old England) |
| 21 mars 1971     | 19 mars 1989                 | Yvon Bourges               | UDR puis RPR       | haut fonctionnaire, ministre, député européen (1973 → 1975), sénateur d'Ille-et-Vilaine (1980 → 1998), député de la 6e circonscription d'Ille-et-Vilaine (1973 → 1975 puis 1978), conseiller général du canton de Dinard (1964 → 1988), président du Conseil régional de Bretagne (1986 → 1998) |
| 19 mars 1989     | 23 janvier 2010 (démission)  | Marius Mallet (1930-2013), | PR puis DVD        | pharmacien |
| 23 janvier 2010  | 4 avril 2014                 | Sylvie Mallet              | DVD                | dirigeante de société, 9e vice-présidente de la C.C. Côte d'Émeraude (2013 → 2014) |
| 4 avril 2014     | 10 avril 2017                | Martine Craveia-Schütz     | DVD                | chargée de clientèle, présidente de la C.C. Côte d'Émeraude (2014 → 2017) |
| 10 avril 2017    | 4 juillet 2020               | Jean-Claude Mahé           | DVC (SE-DVG)       | retraité de l'enseignement, 1er vice-président de la C.C. Côte d'Émeraude (2017 → 2020) |
| 4 juillet 2020   | en cours                     | Arnaud Salmon              | DVD                | chef d'entreprise, conseiller départemental du canton de Saint-Malo-2 (depuis 2021 → ), 9e vice-président de la C.C. Côte d'Émeraude (depuis 2020 → ) |

## Biographies des maires

### Biographie du maire actuel
Arnaud Salmon (né en 1977)
Dirigeant d'une entreprise de carrelage depuis 2003 et ancien conseiller municipal délégué au commerce, il bat au second tour des élections municipales de 2020 le candidat de la majorité sortante, Christian Poutriquet. Au premier tour, il était arrivé en deuxième position devant Martine Craveia-Schütz, maire de la ville entre 2014 et 2017, Christophe Fichet (La République en marche) et Franck Morault-Bocazou (divers droite).
Le 4 juillet 2020, lors du conseil municipal d'installation, il est officiellement élu maire.

### Biographies des anciens maires
Jean-Claude Mahé (8 septembre 1946 à Rennes - 23 décembre 2020 à Dinard)
Professeur d'histoire-géographie à la retraite, cet ancien adjoint de Marius Mallet (2008-2010) puis de son épouse Sylvie (2010-2014) est officiellement élu maire de Dinard lors du conseil municipal du 10 avril 2017. Une semaine auparavant, il remportait le second tour de l'élection partielle convoquée à la suite de la démission de 15 conseillers municipaux élus en 2014.
En janvier 2020, il confirme ne pas être candidat à sa réélection et annonce son soutien à la liste « Dinard naturellement » conduite par son adjoint à l'urbanisme Christian Poutriquet.
Martine Craveia-Schütz (née le 10 janvier 1951)
Née à Neuilly-sur-Seine et chargée de clientèle de profession, elle remporte les élections municipales de mars 2014 avec 55,49% des suffrages, mettant ainsi fin à l'ère Mallet. Elle est élue maire le 4 avril 2014. Cependant, à partir de 2015, la situation se tend au sein du conseil municipal : le 9e adjoint Jacques Leblond démissionne suivi de Nadine Cochepin, adjointe chargée des affaires sociales, qui s'était vue retirer ses délégations.
L'année suivante, le climat politique dinardais devient de plus en plus délétère et les évènements se précipitent, plusieurs conseillers municipaux de la majorité présentant à leur tour leur démission. Le directeur du service financier et le directeur général des services leur emboîtent le pas ainsi que les sept élus minoritaires emmenés par Sylvie Mallet.
Le 25 janvier 2017, les départs de l'adjointe à la culture, de l'adjoint chargé de l’urbanisme et d'une conseillère municipale, entraînent la dissolution du conseil municipal et la convocation d'un scrutin anticipé. Candidate à sa réélection, elle essuie une lourde défaite à l'issue d'une triangulaire et annonce quelques jours plus tard qu'elle renonce à siéger au conseil.
Sylvie Mallet (née le 21 mai 1956)
Jusqu'alors 1re adjointe, elle succède à son époux le 23 janvier 2010 dans un climat plutôt tendu. Lors des élections municipales de 2014, elle se présente aux suffrages des Dinardais et termine en tête au premier tour. Toutefois, elle est largement battue au second par Martine Craveia.
Marius Mallet (13 novembre 1930 à La Chapelle-des-Marais - 28 mars 2013 à Dinard)
Membre du conseil municipal à partir de 1971 et pharmacien pendant plus de 30 ans, il est élu maire lors des élections municipales de 1989 en battant le sortant Yvon Bourges, grande figure du gaullisme et de la politique bretonne. Réélu quatre fois (1995, 2001, 2002 et 2008), il est à l'origine d'expositions artistiques et de grands évènements comme le Festival du film britannique ou les Estivales du rire qui contribuent au rayonnement de la ville.
Par ailleurs, c'est sous son mandat que la commune obtient le label « Ville et Pays d'Art et d'Histoire » ou que 407 villas et immeubles furent protégées au sein d'une ZPPAUP. Il démissionne le 23 janvier 2010, mais reste adjoint au maire (délégué à l’environnement), et cède ses fonctions à son épouse Sylvie, ce qui suscitera les critiques de l'opposition.
Il meurt à Dinard le 28 mars 2013.
Yvon Bourges (29 juin 1921 à Pau - 18 avril 2009 à Paris 5e)
Deux fois maire de Dinard, Yvon Bourges enchaîna les fonctions gouvernementales et les mandats politiques pendant 36 ans. Il fut élu une première fois à la tête de la commune en 1962, succédant à Yves Verney, décédé en cours de mandat. Il est alors directeur de cabinet du ministre de l’Intérieur Roger Frey. En novembre 1967, il quitta ses fonctions pour se présenter aux élections municipales à Saint-Malo qui, à cette date absorba Saint-Servan et Paramé, à la tête d’une « liste d’entente du nouveau Saint-Malo ». Il fut sèchement battu dès le premier tour par le maire servannais sortant Marcel Planchet.
Il retrouva ses fonctions de premier édile dinardais en mars 1971 et marqua la commune de son empreinte : il est considéré comme un maire bâtisseur qui modernisa la ville. Il compte à son actif de nombreuses réalisations comme le nouveau casino, la piscine olympique, le lycée hôtelier aujourd'hui nommé lycée Yvon-Bourges, le Palais des congrès ou encore la villa Eugénie transformée un temps en bibliothèque municipale. Il est aussi à l'origine de la construction du centre de thalassothérapie ou de la reprise du Grand Hôtel qui sera cédé quelques années plus tard au groupe Barrière tout comme le seul casino de la ville restant (sur 4 casinos, d'antan).
Il est réélu en 1977 et en 1983 mais perd la mairie lors des élections municipales de 1989, défait par Marius Mallet. Il demeure cependant sénateur d'Ille-et-Vilaine et président de la région Bretagne. Il met fin à sa carrière politique en 1998.
Il meurt à l'hôpital du Val-de-Grâce (Paris 5e) le 18 avril 2009.
André Masson (7 août 1906 à Orléans - 12 février 1981 à Dinard)
Ancien président de l'union commerciale et industrielle, il devient maire de Dinard en novembre 1967 à la faveur de la démission d'Yvon Bourges qui décide d'être candidat aux municipales du « Grand Saint-Malo » (issu de la fusion de la cité corsaire, de Saint-Servan et de Paramé). Populaire, il restera à la tête de la commune jusqu’en 1971, année où Yvon Bourges redevient premier édile.
Yves Verney (1902-1962)
PDG de la SCF (Société centrale de chemins de fer et d'entreprises), il fut élu maire de la commune en mai 1953. Artisan de la reconstruction de la ville, il entreprit de développer le tourisme à travers une série d'aménagements urbains. Il est réélu en mars 1959 mais meurt au cours de son second mandat. Yvon Bourges lui succède.
Une esplanade, dont il est à l'origine, porte aujourd'hui son nom, ornée de son buste en statue tourné vers la grande plage (de l'Écluse de la Rabine), ainsi que les autocars Verney.
Élie Pompon (maire de fin 1870 à mi-1871)
Né en 1828, originaire de Bellenod en Bourgogne, c'était l'un des premiers actionnaires du casino de Dinard. Il a également été premier actionnaire et directeur du Grand hôtel de Dinard, puis maire de ladite station balnéaire. Élie Pompon remplace Joseph Boinard dans ses fonctions de maire de Saint-Énogat. « Mais ce nouvel élu, riche propriétaire, ne reste à la tête de la municipalité que peu de temps, uniquement de 1870 à 1871. Il est remplacé en 1871 par Henri Merlin.
Il « entreprend les travaux de construction d'une vaste villa[Laquelle ?], dominant la baie du Prieuré et la plage de l'Écluse, d'où l'on découvre aussi le Grand hôtel et le casino de bois monté sur pilotis ». 
En février 1867, il acquiert le Vieux Moulin (de Jean Lepetit) et les terres situées autour sur la pointe du Moulinet, afin d'y bâtir sa résidence principale. Puis il investit dans d'autres constructions. Le 17 janvier 1890, il vend Le Vieux Moulin, puis quitte Dinard pour Saint-Lunaire. Un boulevard de la station lunairienne porte d'ailleurs encore son nom (boulevard Ker Pompon).

## Conseil municipal actuel
Les 33 sièges (contre 29 entre 2014 et 2020, la ville étant passée sous le seuil des 10 000 habitants durant cette période) composant le conseil municipal de Dinard ont été pourvus au second tour de l'élection municipale des 15 mars et 28 juin 2020. Actuellement, sa composition est la suivante.

## Résultats des élections municipales

### Élection municipale de 2020
Le premier tour de scrutin a eu lieu le 15 mars 2020 dans un contexte particulier lié à la pandémie de Covid-19. Prévu initialement le 22 mars, le second tour est reporté au 28 juin 2020, comme partout ailleurs en France où se tient un deuxième tour.
|                            |                        |             |              |              |             |             |        |        |  |
| Tête de liste              | Tête de liste          | Liste       | Premier tour | Premier tour | Second tour | Second tour | Sièges | Sièges |  |
| Tête de liste              | Tête de liste          | Liste       | Voix         | %            | Voix        | %           | CM     | CC     |  |
|                            | Christian Poutriquet   | DVC (*)     | 1 726        | 39,49        | 1 916       | 40,16       | 6      | 2      |  |
| Dinard naturellement       |                        |             | 1 726        | 39,49        | 1 916       | 40,16       | 6      | 2      |  |
|                            | Arnaud Salmon          | DVD         | 1 254        | 28,69        | 2 015       | 42,24       | 24     | 10     |  |
| Dinard, notre bien commun  |                        |             | 1 254        | 28,69        | 2 015       | 42,24       | 24     | 10     |  |
|                            | Martine Craveia-Schütz | DVD         | 717          | 16,40        | 839         | 17,58       | 3      | 1      |  |
| Dinard entre vert et mer   |                        |             | 717          | 16,40        | 839         | 17,58       | 3      | 1      |  |
|                            | Christophe Fichet      | LREM        | 337          | 7,71         |             |             |        |        |  |
| Dinard une passion commune |                        |             | 337          | 7,71         |             |             |        |        |  |
|                            | Franck Morault-Bocazou | DVD         | 336          | 7,68         |             |             |        |        |  |
| Pour Dinard                |                        |             | 336          | 7,68         |             |             |        |        |  |
|                            |                        |             |              |              |             |             |        |        |  |
| Inscrits                   | Inscrits               | Inscrits    | 8 986        | 100,00       | 8 969       | 100,00      |        |        |  |
| Abstentions                | Abstentions            | Abstentions | 4 508        | 50,17        | 4 074       | 45,42       |        |        |  |
| Votants                    | Votants                | Votants     | 4 478        | 49,83        | 4 895       | 54,58       |        |        |  |
| Blancs                     | Blancs                 | Blancs      | 36           | 0,80         | 56          | 1,14        |        |        |  |
| Nuls                       | Nuls                   | Nuls        | 72           | 1,61         | 69          | 1,41        |        |        |  |
| Exprimés                   | Exprimés               | Exprimés    | 4 370        | 97,59        | 4 770       | 97,45       |        |        |  |

### Élection municipale partielle de 2017
|                              |                          |                |              |              |             |             |        |        |  |
| Tête de liste                | Tête de liste            | Liste          | Premier tour | Premier tour | Second tour | Second tour | Sièges | Sièges |  |
| Tête de liste                | Tête de liste            | Liste          | Voix         | %            | Voix        | %           | CM     | CC     |  |
|                              | Jean-Claude Mahé         | SE             | 2 732        | 48,01        | 3 058       | 53,41       | 23     | 8      |  |
| Unis pour Dinard             |                          |                | 2 732        | 48,01        | 3 058       | 53,41       | 23     | 8      |  |
|                              | Martine Craveia-Schütz * | DVD            | 1 878        | 33,00        | 1 832       | 31,99       | 4      | 2      |  |
| Dinardais d’abord            |                          |                | 1 878        | 33,00        | 1 832       | 31,99       | 4      | 2      |  |
|                              | Alix de La Bretesche     | DVD            | 1 081        | 18,99        | 836         | 14,60       | 2      | 1      |  |
| Dinard libérée               |                          |                | 1 081        | 18,99        | 836         | 14,60       | 2      | 1      |  |
|                              |                          |                |              |              |             |             |        |        |  |
| Inscrits                     | Inscrits                 | Inscrits       | 9 025        | 100,00       | 9 025       | 100,00      |        |        |  |
| Abstentions                  | Abstentions              | Abstentions    | 3 198        | 35,43        | 3 169       | 35,11       |        |        |  |
| Votants                      | Votants                  | Votants        | 5 827        | 64,57        | 5 856       | 64,89       |        |        |  |
| Blancs et nuls               | Blancs et nuls           | Blancs et nuls | 136          | 2,33         | 130         | 2,22        |        |        |  |
| Exprimés                     | Exprimés                 | Exprimés       | 5 691        | 97,67        | 5 726       | 97,78       |        |        |  |
| * liste de la maire sortante |                          |                |              |              |             |             |        |        |  |

### Élection municipale de 2014
|                              |                      |                |              |              |             |             |        |        |  |
| Tête de liste                | Tête de liste        | Liste          | Premier tour | Premier tour | Second tour | Second tour | Sièges | Sièges |  |
| Tête de liste                | Tête de liste        | Liste          | Voix         | %            | Voix        | %           | CM     | CC     |  |
|                              | Sylvie Mallet *      | DVD            | 2 220        | 37,00        | 2 814       | 44,50       | 7      | 3      |  |
| Dinard nous réunit           |                      |                | 2 220        | 37,00        | 2 814       | 44,50       | 7      | 3      |  |
|                              | Martine Craveia      | DVD            | 2 047        | 34,11        | 3 509       | 55,49       | 26     | 9      |  |
| Dinard demain                |                      |                | 2 047        | 34,11        | 3 509       | 55,49       | 26     | 9      |  |
|                              | Alix de La Bretesche | DVD-UDI        | 738          | 12,30        |             |             |        |        |  |
| Dinard une nouvelle énergie  |                      |                | 738          | 12,30        |             |             |        |        |  |
|                              | Jean Gouillon        | PS-PCF-EELV    | 505          | 8,41         |             |             |        |        |  |
| Ensemble à gauche            |                      |                | 505          | 8,41         |             |             |        |        |  |
|                              | Patrice Nicolle      | DVD            | 490          | 8,16         |             |             |        |        |  |
| Agir pour un nouveau Dinard  |                      |                | 490          | 8,16         |             |             |        |        |  |
|                              |                      |                |              |              |             |             |        |        |  |
| Inscrits                     | Inscrits             | Inscrits       | 9 002        | 100,00       | 9 001       | 100,00      |        |        |  |
| Abstentions                  | Abstentions          | Abstentions    | 2 866        | 31,84        | 2 487       | 27,63       |        |        |  |
| Votants                      | Votants              | Votants        | 6 136        | 68,16        | 6 514       | 72,37       |        |        |  |
| Blancs et nuls               | Blancs et nuls       | Blancs et nuls | 136          | 2,22         | 191         | 2,93        |        |        |  |
| Exprimés                     | Exprimés             | Exprimés       | 6 000        | 97,78        | 6 323       | 97,07       |        |        |  |
| * liste de la maire sortante |                      |                |              |              |             |             |        |        |  |

### Élection municipale de 2008
|                                      |                    |                      |              |              |             |             |        |        |  |
| Tête de liste                        | Tête de liste      | Liste                | Premier tour | Premier tour | Second tour | Second tour | Sièges | Sièges |  |
| Tête de liste                        | Tête de liste      | Liste                | Voix         | %            | Voix        | %           | CM     |        |  |
|                                      | Marius Mallet *    | DVD                  | 2 734        | 43,93        | 3 007       | 47,28       | 25     |        |  |
| Dinard passionnement                 |                    |                      | 2 734        | 43,93        | 3 007       | 47,28       | 25     |        |  |
|                                      | Jean-Marie Tasset  | DVD-UMP              | 1 100        | 17,68        | 2 779       | 43,69       | 7      |        |  |
| Dinard, réussir l'avenir             |                    |                      | 1 100        | 17,68        | 2 779       | 43,69       | 7      |        |  |
|                                      | Joseph-Yves Lugand | UMP                  | 1 055        | 16,95        |             |             |        |        |  |
| Dinard ensemble une énergie nouvelle |                    |                      | 1 055        | 16,95        |             |             |        |        |  |
|                                      | Pierre Lanza       | DVD                  | 689          | 11,07        |             |             |        |        |  |
| Avec vous, osons Dinard              |                    |                      | 689          | 11,07        |             |             |        |        |  |
|                                      | Jean Gouillon      | PCF-PS-Verts-PRG-UDB | 645          | 10,36        | 574         | 9,03        | 1      |        |  |
| Ensemble à gauche                    |                    |                      | 645          | 10,36        | 574         | 9,03        | 1      |        |  |
|                                      |                    |                      |              |              |             |             |        |        |  |
| Inscrits                             | Inscrits           | Inscrits             | 8 767        | 100,00       | 8 766       | 100,00      |        |        |  |
| Abstentions                          | Abstentions        | Abstentions          | 2 376        | 27,10        | 2 026       | 23,11       |        |        |  |
| Votants                              | Votants            | Votants              | 6 391        | 72,90        | 6 740       | 76,89       |        |        |  |
| Blancs ou nuls                       | Blancs ou nuls     | Blancs ou nuls       | 168          | 2,63         | 380         | 5,64        |        |        |  |
| Exprimés                             | Exprimés           | Exprimés             | 6 223        | 97,37        | 6 360       | 94,36       |        |        |  |
| * liste du maire sortant             |                    |                      |              |              |             |             |        |        |  |

### Élection municipale partielle de 2002
|                               |                    |                |              |              |        |        |  |  |  |
| Tête de liste                 | Tête de liste      | Liste          | Premier tour | Premier tour | Sièges | Sièges |  |  |  |
| Tête de liste                 | Tête de liste      | Liste          | Voix         | %            | CM     |        |  |  |  |
|                               | Marius Mallet *    | DVD            | 3 597        | 57,46        | 23     |        |  |  |  |
| Allez Dinard                  |                    |                | 3 597        | 57,46        | 23     |        |  |  |  |
|                               | Daniel Billot      | DVD            | 2 510        | 40,10        | 6      |        |  |  |  |
| Dinard ensemble               |                    |                | 2 510        | 40,10        | 6      |        |  |  |  |
|                               | Patrick Le Guillou | MNR            | 153          | 2,44         |        |        |  |  |  |
| Remettons de l'ordre à Dinard |                    |                | 153          | 2,44         |        |        |  |  |  |
|                               |                    |                |              |              |        |        |  |  |  |
| Inscrits                      | Inscrits           | Inscrits       | 8 524        | 100,00       |        |        |  |  |  |
| Abstentions                   | Abstentions        | Abstentions    | 2 111        | 24,77        |        |        |  |  |  |
| Votants                       | Votants            | Votants        | 6 413        | 75,23        |        |        |  |  |  |
| Blancs ou nuls                | Blancs ou nuls     | Blancs ou nuls | 153          | 2,39         |        |        |  |  |  |
| Exprimés                      | Exprimés           | Exprimés       | 6 260        | 97,61        |        |        |  |  |  |
| * liste du maire sortant      |                    |                |              |              |        |        |  |  |  |

### Élection municipale de 2001
|                          |                 |                |              |              |             |             |        |        |  |
| Tête de liste            | Tête de liste   | Liste          | Premier tour | Premier tour | Second tour | Second tour | Sièges | Sièges |  |
| Tête de liste            | Tête de liste   | Liste          | Voix         | %            | Voix        | %           | CM     |        |  |
|                          | Marius Mallet * | DVD            | 2 545        | 47,58        | 2 661       | 46,29       | 25     |        |  |
| Mon parti, c'est Dinard  |                 |                | 2 545        | 47,58        | 2 661       | 46,29       | 25     |        |  |
|                          | Daniel Billot   | SE-DVD         | 2 204        | 41,20        | 2 656       | 46,21       | 7      |        |  |
| Dinard ensemble          |                 |                | 2 204        | 41,20        | 2 656       | 46,21       | 7      |        |  |
|                          | Bertrand Collet | PS-Les Verts   | 600          | 11,22        | 431         | 7,50        | 1      |        |  |
| Dinard change            |                 |                | 600          | 11,22        | 431         | 7,50        | 1      |        |  |
|                          |                 |                |              |              |             |             |        |        |  |
| Inscrits                 | Inscrits        | Inscrits       | 8 088        | 100,00       | 8 084       | 100,00      |        |        |  |
| Abstentions              | Abstentions     | Abstentions    | 2 469        | 30,53        | 2 227       | 27,55       |        |        |  |
| Votants                  | Votants         | Votants        | 5 619        | 69,47        | 5 857       | 72,45       |        |        |  |
| Blancs ou nuls           | Blancs ou nuls  | Blancs ou nuls | 270          | 4,80         | 109         | 1,86        |        |        |  |
| Exprimés                 | Exprimés        | Exprimés       | 5 349        | 95,19        | 5 748       | 98,14       |        |        |  |
| * liste du maire sortant |                 |                |              |              |             |             |        |        |  |

### Élection municipale de 1995
|                               |                 |                |              |              |             |             |        |        |  |
| Tête de liste                 | Tête de liste   | Liste          | Premier tour | Premier tour | Second tour | Second tour | Sièges | Sièges |  |
| Tête de liste                 | Tête de liste   | Liste          | Voix         | %            | Voix        | %           | CM     |        |  |
|                               | Marius Mallet * | DVD (ex-PR)    | 2 421        | 45,46        | 2 873       | 52,58       | 22     |        |  |
| Dinard pour une vie meilleure |                 |                | 2 421        | 45,46        | 2 873       | 52,58       | 22     |        |  |
|                               | Hubert Body     | RPR-UDF        | 1 531        | 28,75        | 2 591       | 47,42       | 7      |        |  |
| Réussir Dinard                |                 |                | 1 531        | 28,75        | 2 591       | 47,42       | 7      |        |  |
|                               | Michel Oudinot  | CDS-PS         | 1 374        | 25,80        |             |             |        |        |  |
| Dinard pour tous              |                 |                | 1 374        | 25,80        |             |             |        |        |  |
|                               |                 |                |              |              |             |             |        |        |  |
| Inscrits                      | Inscrits        | Inscrits       | 7 633        | 100,00       | 7 633       | 100,00      |        |        |  |
| Abstentions                   | Abstentions     | Abstentions    | 2 076        | 27,20        | 1 834       | 24,03       |        |        |  |
| Votants                       | Votants         | Votants        | 5 557        | 72,80        | 5 799       | 75,97       |        |        |  |
| Blancs ou nuls                | Blancs ou nuls  | Blancs ou nuls | 231          | 4,16         | 335         | 5,78        |        |        |  |
| Exprimés                      | Exprimés        | Exprimés       | 5 326        | 95,84        | 5 464       | 94,22       |        |        |  |
| * liste du maire sortant      |                 |                |              |              |             |             |        |        |  |

### Élection municipale de 1989
|                                           |                |             |              |              |             |             |        |        |  |
| Tête de liste                             | Tête de liste  | Liste       | Premier tour | Premier tour | Second tour | Second tour | Sièges | Sièges |  |
| Tête de liste                             | Tête de liste  | Liste       | Voix         | %            | Voix        | %           | CM     |        |  |
|                                           | Marius Mallet  | UDF-PR      | 2 234        | 43,19        | 3 018       | 55,55       | 23     |        |  |
| Servir Dinard                             |                |             | 2 234        | 43,19        | 3 018       | 55,55       | 23     |        |  |
|                                           | Yvon Bourges * | RPR         | 1 975        | 38,19        | 2 415       | 44,45       | 6      |        |  |
| Une voie nouvelle pour l'avenir de Dinard |                |             | 1 975        | 38,19        | 2 415       | 44,45       | 6      |        |  |
|                                           | Michel Guern   | app. RPR    | 963          | 18,62        |             |             |        |        |  |
| Pour Dinard, une troisième liste          |                |             | 963          | 18,62        |             |             |        |        |  |
|                                           |                |             |              |              |             |             |        |        |  |
| Inscrits                                  | Inscrits       | Inscrits    | 7 304        | 100,00       | 7 304       | 100,00      |        |        |  |
| Abstentions                               | Abstentions    | Abstentions | 1 849        | 25,31        | 1 602       | 21,93       |        |        |  |
| Votants                                   | Votants        | Votants     | 5 455        | 74,68        | 5 702       | 78,07       |        |        |  |
| Nuls                                      | Nuls           | Nuls        | 283          | 3,87         | 269         | 3,68        |        |        |  |
| Exprimés                                  | Exprimés       | Exprimés    | 5 172        | 70,81        | 5 433       | 74,38       |        |        |  |
| * liste du maire sortant                  |                |             |              |              |             |             |        |        |  |

### Élection municipale de 1983
|                                    |                |             |              |              |        |        |  |  |  |
| Tête de liste                      | Tête de liste  | Liste       | Premier tour | Premier tour | Sièges | Sièges |  |  |  |
| Tête de liste                      | Tête de liste  | Liste       | Voix         | %            | CM     |        |  |  |  |
|                                    | Yvon Bourges * | RPR         | 3 123        | 56,78        | 23     |        |  |  |  |
| Union dinardaise                   |                |             | 3 123        | 56,78        | 23     |        |  |  |  |
|                                    | Marius Mallet  | UDF-PR      | 1 202        | 21,85        | 3      |        |  |  |  |
| Union, participation, gestion      |                |             | 1 202        | 21,85        | 3      |        |  |  |  |
|                                    | Michel Chapon  | PS-PCF-DVG  | 1 175        | 21,36        | 3      |        |  |  |  |
| Pour une gestion nouvelle à Dinard |                |             | 1 175        | 21,36        | 3      |        |  |  |  |
|                                    |                |             |              |              |        |        |  |  |  |
| Inscrits                           | Inscrits       | Inscrits    | 7 432        | 100,00       |        |        |  |  |  |
| Abstentions                        | Abstentions    | Abstentions | 1 799        | 24,21        |        |        |  |  |  |
| Votants                            | Votants        | Votants     | 5 633        | 75,79        |        |        |  |  |  |
| Nuls                               | Nuls           | Nuls        | 133          | 1,79         |        |        |  |  |  |
| Exprimés                           | Exprimés       | Exprimés    | 5 500        | 74,00        |        |        |  |  |  |
| * liste du maire sortant           |                |             |              |              |        |        |  |  |  |

### Élection municipale de 1977
|                                                                           |                |             |              |              |        |        |  |  |  |
| Tête de liste                                                             | Tête de liste  | Liste       | Premier tour | Premier tour | Sièges | Sièges |  |  |  |
| Tête de liste                                                             | Tête de liste  | Liste       | Voix         | %            | CM     |        |  |  |  |
|                                                                           | Yvon Bourges * | RPR         | 3 146        | 64,71        | 23     |        |  |  |  |
| Liste d'union pour le progrès de Dinard                                   |                |             | 3 146        | 64,71        | 23     |        |  |  |  |
|                                                                           | Jean Masson    | PCF-PS (UG) | 1 500        | 30,85        | 0      |        |  |  |  |
| Liste d'union de la gauche pour une politique et une gestion démocratique |                |             | 1 500        | 30,85        | 0      |        |  |  |  |
|                                                                           |                |             |              |              |        |        |  |  |  |
| Inscrits                                                                  | Inscrits       | Inscrits    | 6 763        | 100,00       |        |        |  |  |  |
| Abstentions                                                               | Abstentions    | Abstentions | 1 671        | 24,71        |        |        |  |  |  |
| Votants                                                                   | Votants        | Votants     | 5 092        | 75,29        |        |        |  |  |  |
| Exprimés                                                                  | Exprimés       | Exprimés    | 4 862        | 71,89        |        |        |  |  |  |
| * liste du maire sortant                                                  |                |             |              |              |        |        |  |  |  |